# زبان اودی
زبان اودی، زبانی است که مردم اودی به آن سخن می‌گویند و از شاخه لزگی زبان‌های قفقازی شمال شرقی است. باور بر این است که زبان اصلی آلبانیای قفقاز گونه آغازینی از این زبان بوده‌است که از جنوب داغستان تا جمهوری آذربایجان کنونی گسترش یافت. زبان اودی کهن همچنین زبان آلبانیایی قفقاز نامیده می‌شود و احتمالاً با زبان گارگاریایی که توسط مورخان ارمنی قرون وسطایی شناسایی شده‌است پیوند دارد. زبان اودی امروزی به شیوه ساده اودی نامیده می‌شود.
این زبان توسط ۴۰۰۰ نفر در روستای نیج رایون قابالا و رایون اوغوز جمهوری آذربایجان و بخش‌هایی از قفقاز شمالی در روسیه سخن گفته می‌شود. این زبان همچنین توسط افرادی از قوم اودی که در روستاهای دبتاوان، باگراتاشن، پتغاوان و هاغتاناک از استان تاووش در شمال شرقی ارمنستان و روستای زینوبیانی (اوکتومبری پیشین) در شهرستان کوارلی استان کاختی گرجستان زندگی می‌کنند سخن گفته می‌شود. زبان اودی توسط یونسکو در اطلس زبانهای در معرض خطر جهان جزو زبانهای «به شدت در معرض خطر» دسته‌بندی شده‌است.